# Idioma tariana
El tariana (también tariano o taliáseri) es una lengua amenazada de la familia arawak, todavía tiene cerca de un centenar de hablantes a lo largo de los ríos Vaupés y Iauiari (São Gabriel da Cachoeira, Amazonas, Brasil) por menos de 100 personas. Alrededor de 1.500 personas que viven a lo largo de este río son étnicamente tarianas, pero ya no hablan la lengua ancestral del grupo. Pertenecen al mismo complejo dialectal que el baniwa-kurripako.
Los pueblos de la región del alto río Negro son lingüísticamente exogámos: se casan sólo con hablantes de una lengua diferente. Debido a que los idiomas y las identidades tribales se adquieren paternalmente, el número de hablantes ha ido disminuyendo. También sucedió que buen número de hablantes de tariana adoptaron el tucano (o ye'pa masâ)], que se convirtió en lingua franca de la región del alto Vaupés, alrededor del final del siglo XIX. Al llegar a la región en la década de 1920, los misioneros salesianos promovieron el uso exclusivo del tukano entre los pueblos del alto Río Negro con el objetivo de apaciguarlos. Los intereses económicos llevaron a trasladar a padres de familia desde sus hogares para trabajar para los brasileños no indígenas que los usaban como mano de obra, lo que inhibió a la relación entre padres e hijos que había mantenido vivo el idioma tariana, hasta ese momento.
En 1999, se hicieron introducir la enseñanza del tariana en la escuela secundaria de Yauaretê. Las clases regulares para aprender tariana han existido en esta escuela desde 2003. La investigación sobre el ario, incluyendo una gramática y un diccionario tariana-portugués, fue escrita por Alexandra Aikhenvald de la Universidad La Trobe, en la que se especializa en lenguas arawak. Más recientemente, Henri Ramírez publicó la Enciclopedia de las lenguas arawak por CRV, y en ella, la lengua tariana recibe cierta atención.

## Etimología

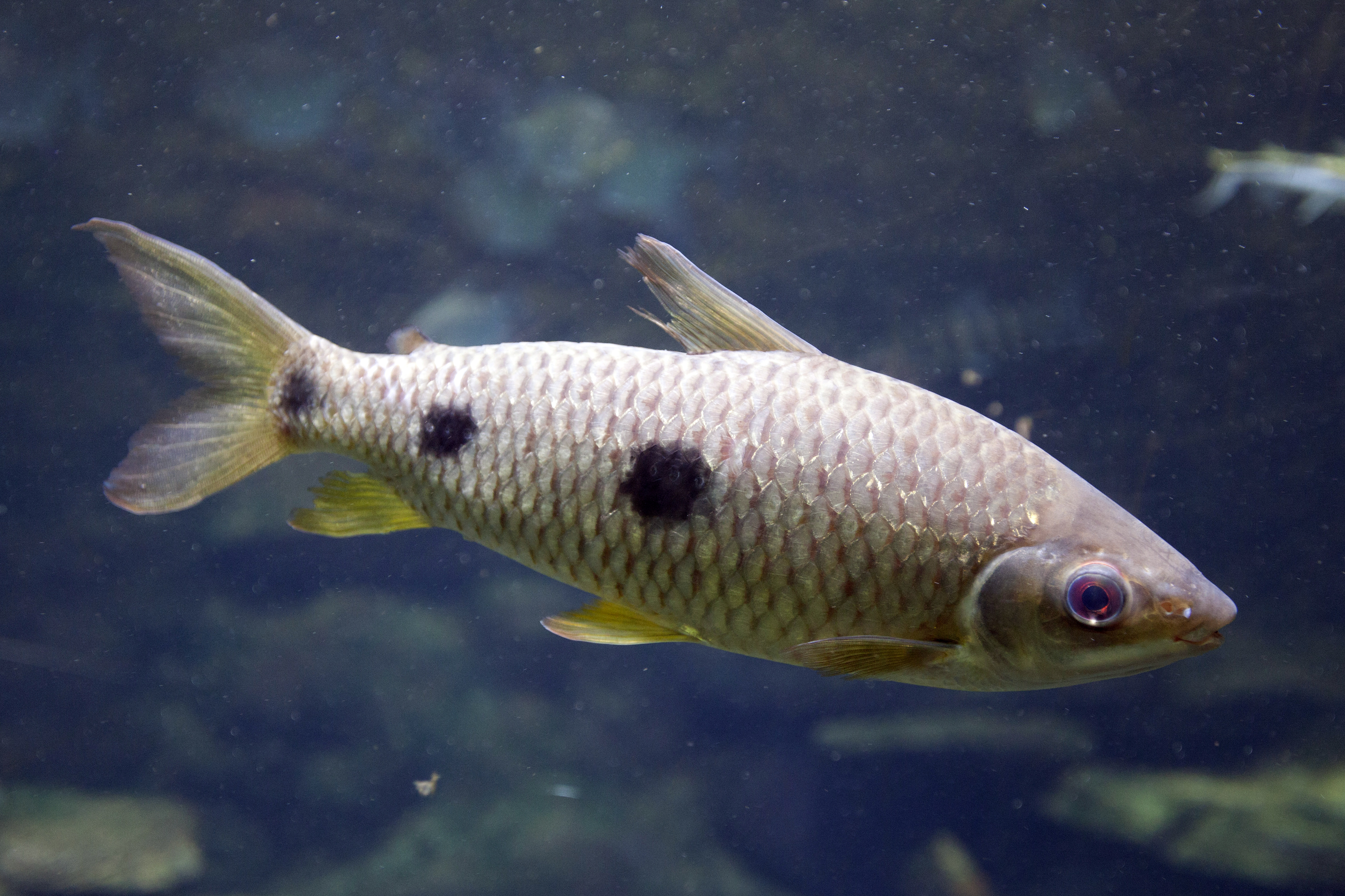
Pez aracu.

Según Henri Ramírez, el autoglotónimo taliáseri deriva de taali, una palabra que designa al pez aracu en varios idiomas de la rama arawak.

## Distribución
Los hablantes de tariana se concentran a lo largo de los ríos Vaupés e Iauiari, en el municipio de São Gabriel da Cachoeira. Varias de las comunidades más importantes del pueblo tariana se encuentran en las cercanías de la aldea de Yauaretê. El área aproximada de estas comunidades e Yauaretê se puede ver en el mapa de al lado. Los lugares mencionados se encuentran todos dentro del territorio indígena del alto Río Negro.

## Comparación léxica
La siguiente tabla presenta una comparación léxica entre el baniwa, el kurripako y el tariana, se proporciona la reconstrucción para proto-baniwa-kurripaco-tariana y para proto-Japurá-Colombia:
| GLOSA     | Baniwa             | Kurripako | Tariana    | PROTO- B-K-T | PROTO- JAPURÁ |
| --------- | ------------------ | --------- | ---------- | ------------ | ------------- |
| 'cabeza'  | hiwída             | híwida    | hiwidá     | *hiwi-da     | *-Siw-        |
| 'ojo'     | thi                | thi       | thi(da)    | *thi-da      | *-(i)tʊSi     |
| 'pájaro'  | képiɻa             | wíiphiaɻʊ | képiɾ(i)a  | *képirya     | *keSejʊ-ri    |
| 'hombre'  | áatsia, atsína(ɺi) | áatʃia    | (a)tʃíanɺi | *atʃia-ri    | *(w)atʃina-ri |
| 'mujer'   | íina(ɻʊ)           | íina(ɻʊ)  | íinarʊ     | *íina-ru     | *iina-Tʊ      |
| 'lengua'  | eenéne             | éenene    | eenené     | *eenene      | *-eenene      |
| 'sol'     | kámʊi              | héeɻi     | kéeɾi      | *kámʊi       | *kamʊ-i       |
| 'luna'    | kéeɻi              | kéeɻi     | kéeɾi      | *kéeri       | *keeTi        |
| 'uno' (1) | aapa-              | aapa-     | (a)pa-     | *aapa-       | *aapa-        |
| 'dos' (2) | dzama-             | jama-     | jama-      | *jama-       | *(pʊi)jama    |